# Фау (народ)

Фау на этно-лингвистической карте Индонезии.

Фау — папуасское племя, обитающее на севере центральной части индонезийской провинции Папуа (ранее Ириан-Джая). Численность оценивается в примерно 1470 человек.

## Расселение
Народ Фау распространен в регионе Западного Папуа, между реками Клихи Ано и Дидинд Руффаэр. Народ фау состоит из четырех кочевых племен: сефйори, теару, иярики и тигри. Некоторые этнологи относят к фау племя сехудат.

## Быт
Основными занятиями народа фау является охота и собирательство. Ранее был распространен каннибализм. С момента открытия племени европейцами всего насчитывалось около 400 фау. Примерно к 2000 году численность сократилась из-за насилия внутри самих фау. Фау как правило, живут в отдельных семейных группах. Собрания нескольких таких групп происходит один или два раза в год для обмена невестами.  В наше время число фау составляет 1470 человек. Как и другим коренным народам Западного Папуа, место обитания Файю находится под угрозой из-за уничтожения тропических лесов в экономических целях.

## Религия
В прошлом народ фау придерживался анимиских культов и верований в силы природы и духов. В наше время большинство из них христиане.

## Европейцы о фау
Две книги о быте фау были написаны европейцами прожившими некоторое время среди них. Первую книгу написала Сабина Кюглер, дочь миссионеров, которая большую часть своего детства прорастала среди фау. Вторую книгу написал Джаред Даймонд. В его книге описываются судьбы человеческих обществ, одно из племен народа фау используется в качестве примера общества в одной отдельно взятой группе. Фаю часто описывают в книгах как людей каменного века, каннибалов, жестоких бойцов, умственно отсталых людей, которые могут считать только до трех.